# ایمنی سوردلووا (قزاقستان)
ایمنی سوردلووا (به قزاقی: Imeni Sverdlova) یک منطقهٔ مسکونی در قزاقستان است که در استان آلماتی واقع شده‌است.